# Армавир (город, Армения)
Армави́р (арм. Արմավիրо файле [ɑɾmɑvíɾ], до 1932 года — Сардарапа́т, до 1992 года — Октемберя́н) — город в Армении, административный центр Армавирской области. Расположен в Араратской долине, у южной подошвы горы Арагац.
Вблизи современного города расположены руины древнего Армавира — первой столицы Армянского (Айраратского) царства. В армянской традиции, изложенной Мовсесом Хоренаци, город был основан Арамаисом, внуком Хайка, легендарного прародителя армянского народа. До начала II века до н. э. был столицей Армении.

## История

### Древний период и средневековье
Первые разведывательные раскопки здесь были произведены в 1880 году, однако систематические раскопки Армавира начались только в 1962 году. Археологическое изучение Армавира выявило многослойный характер истории города. Древнейший слой относится к урартскому периоду (VIII—VII в. до н. э., когда царь Аргишти I в 776 г. до н. э. основал на этом месте город Аргиштихинили), далее следуют древнеармянский эллинистический (III—II вв. до н. э.) и средневековый (X—XIII вв.) слои.
Армавир был заселён с VI—V тыс. до н. э. Археологи находили здесь различные инструменты из обсидиана, предметы из бронзы и керамику в пластах этого периода. Царь Урарту Аргишти I основал на месте города крепость и назвал её Аргиштихинили. В 331 г. до н. э., когда при династии Ервандидов Армения восстановила свою независимость от империи Ахеменидов, Армавир был выбран в качестве столицы Армении. Были найдены глиняные таблички периода династии Ахеменидов, написанные на эламском языке, содержащие эпизоды из эпоса о Гильгамеше. В районе Армавира найдены многочисленные надписи III в. до н. э. на древнегреческом языке, включая поэзию Гесиода, строчки из Еврипида, список наименований месяцев в македонском календаре и имена царей из династии Ервандидов.
До принятия христианства в Армавире, согласно сообщению древнеармянского историка Мовсеса Хоренаци, было три языческих храма — храм Луны, храм Солнца и храм Памяти Предков.
До арабского завоевания в 645 году Армавир находился в составе Айраратского царства (в 331—190 гг. до н. э.), затем Великой Армении (190 до н. э. — 428 н. э.), временами подвергаясь оккупации римлянами и парфянами, а после падения Великой Армении в 428 году вошёл в состав Государства Сасанидов.

### Новое время
Современное поселение возникло как сельский населённый пункт Сардарабад (в армянском изложении — Сардарапат); в его названии персидский титул (и личное имя) Сардар («победитель, главнокомандующий») и абад — иран. «город». В 1932 году переименован в Октемберян, в честь Октябрьской революции 1917 года в России. 1 октября 1938 года Октемберян получил статус посёлка городского типа, а в 1947 году — статус города. После распада СССР городу было возвращено историческое название Армавир.
Во время Первой мировой войны здесь 21—29 мая 1918 года произошло крупное сражение между войсками Османской империи и Армянского национального совета, которое завершилось победой армянской стороны. Победа в сражении имела судьбоносное значение для армян, так как помешала продвижению турецких войск к Эривани и позволила 28 мая 1918 года провозгласить независимость Армении (см. статью Первая Республика Армения).
Статус города с 1947 года. 24 марта 1967 года Октемберян получил статус города республиканского подчинения.

## Население
По данным «Кавказского календаря» на 1910 и 1916 гг., население составляло 2 662 (к 1908 году) и 2 974 человек (к 1915 году), в основном проживали армяне.

## Города-побратимы
- Армавир (Россия)
- Феодосия, Крым
- Дейр-эз-Зор, (Сирия)[9]
- Галвестон, Техас, (США)
- Шахты (Россия)[10]

## Галерея

Вид на город
Вид на город
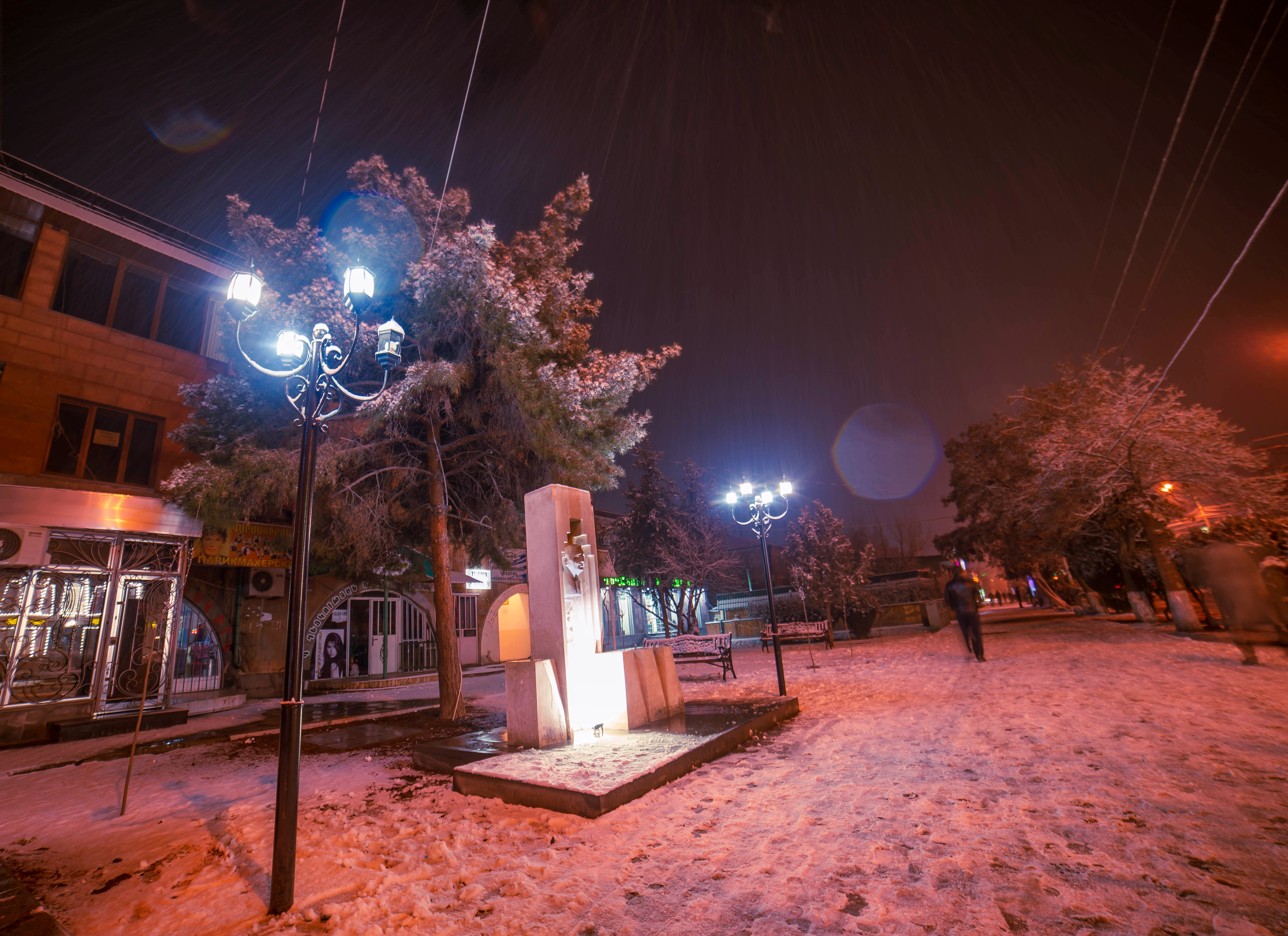
Парк Шарля Азнавура
Церковь Св. Григора Нарекаци
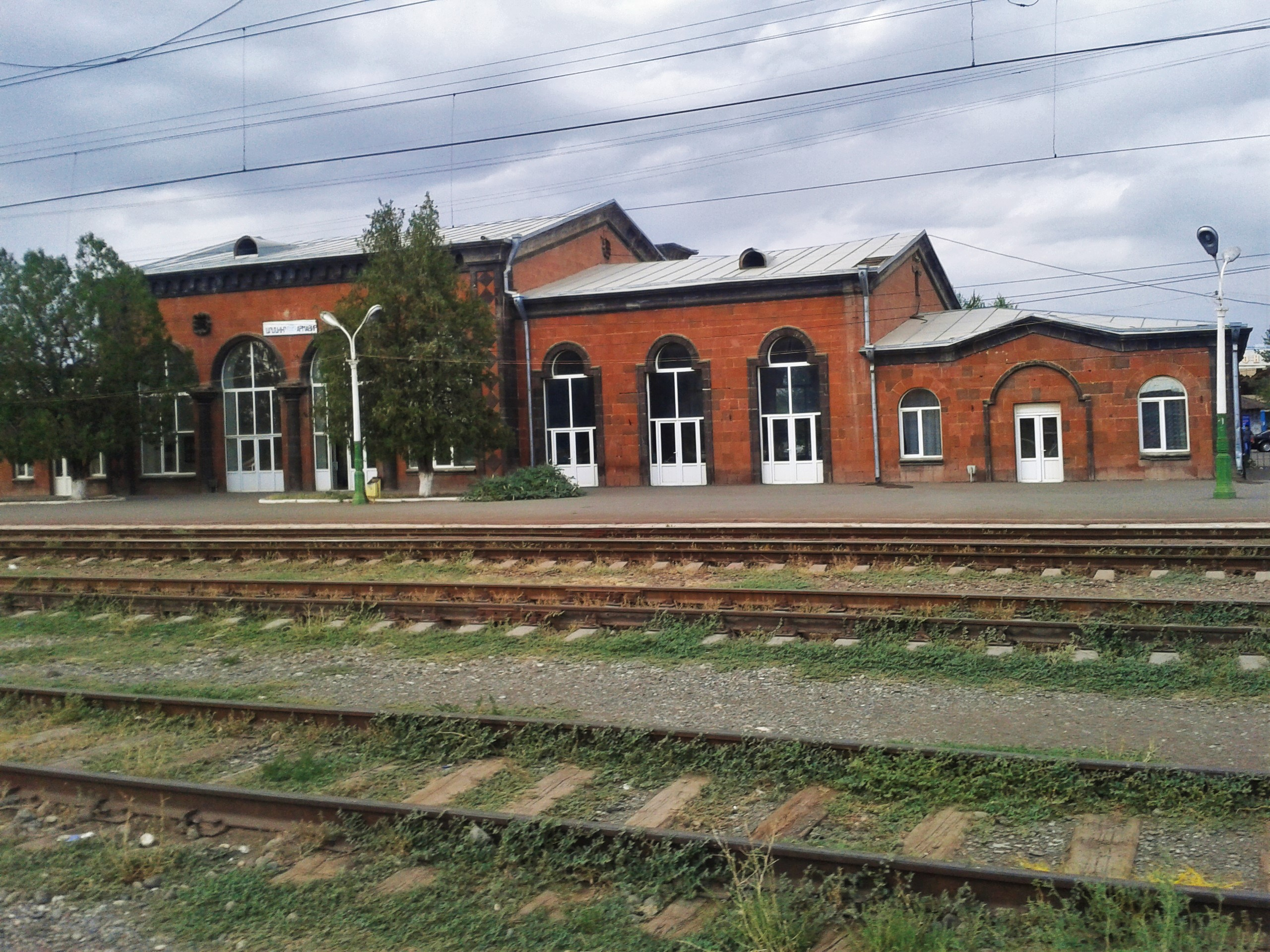
Железнодорожная станция
Я люблю Армавир
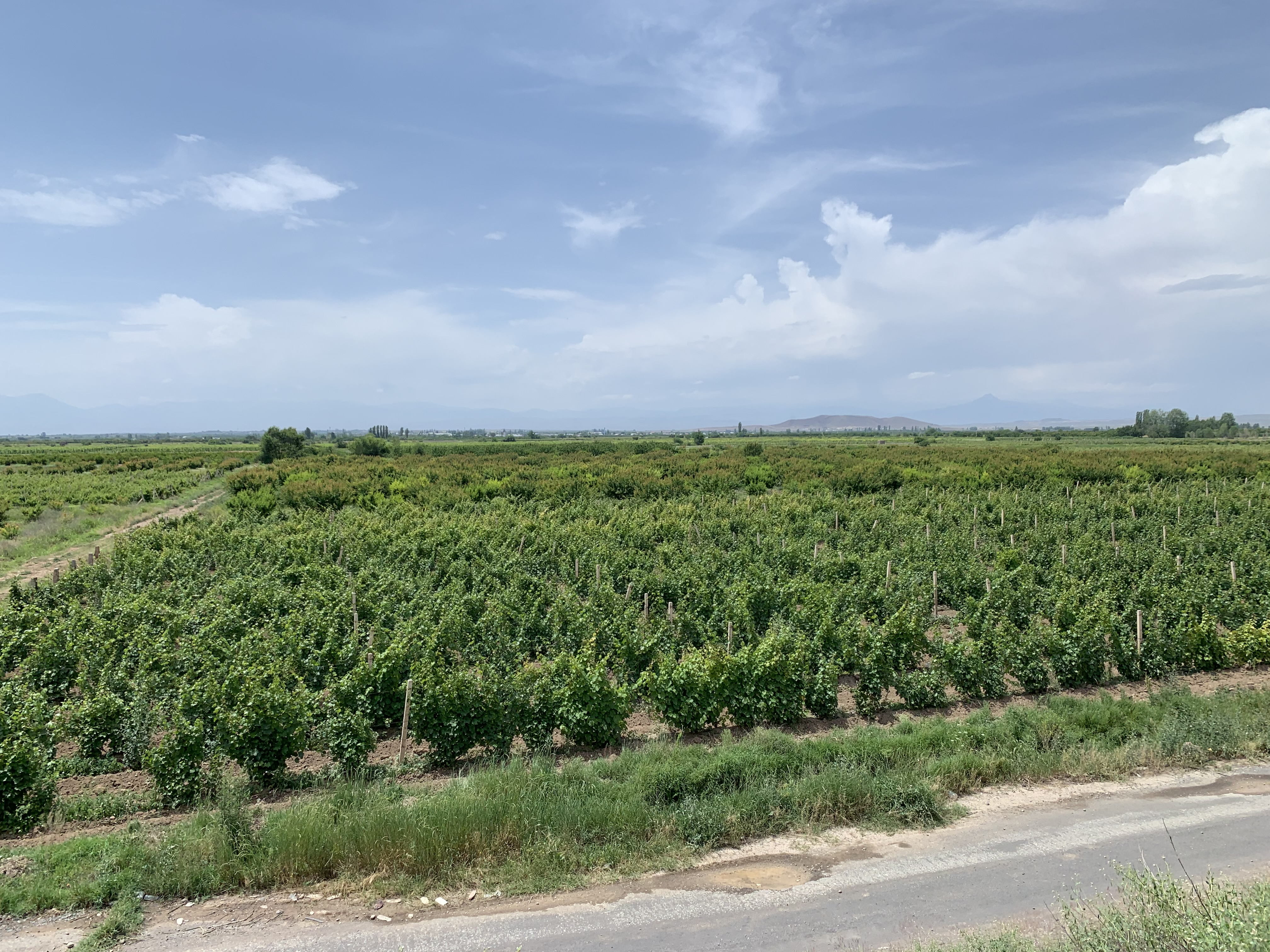
Виноградники недалеко от города